# 秋留
秋留（あきる）は、東京都あきる野市の町名。現行行政地名は秋留一丁目から秋留五丁目。住居表示未実施区域。

## 地理
あきる野市の東部に位置し、南・西・北西に雨間、北に二宮、東に野辺と接している。

### 地価
住宅地の地価は、2025年（令和7年）1月1日の公示地価によれば、秋留4丁目8番19の地点で12万7000円/m2となっている。

## 世帯数と人口
2025年（令和7年）6月30日現在（あきる野市発表）の世帯数と人口は以下の通りである。
| 丁目       | 世帯数  | 人口    |
| ---------- | ------- | ------- |
| 秋留一丁目 | 378世帯 | 691人   |
| 秋留二丁目 | 121世帯 | 282人   |
| 秋留三丁目 | 153世帯 | 428人   |
| 秋留四丁目 | 173世帯 | 454人   |
| 秋留五丁目 | 163世帯 | 434人   |
| 計         | 988世帯 | 2,289人 |

### 人口の変遷
国勢調査による人口の推移。
| 年                 | 人口  |
| ------------------ | ----- |
| 2005年（平成17年） | 1,677 |
| 2010年（平成22年） | 2,076 |
| 2015年（平成27年） | 2,181 |
| 2020年（令和2年）  | 2,293 |

### 世帯数の変遷
国勢調査による世帯数の推移。
| 年                 | 世帯数 |
| ------------------ | ------ |
| 2005年（平成17年） | 569    |
| 2010年（平成22年） | 754    |
| 2015年（平成27年） | 829    |
| 2020年（令和2年）  | 913    |

## 学区
市立小・中学校に通う場合、学区は以下の通りとなる（2025年4月時点）。
| 丁目       | 番・番地等 | 小学校                   | 中学校                 |
| ---------- | ---------- | ------------------------ | ---------------------- |
| 秋留一丁目 | 全域       | あきる野市立南秋留小学校 | あきる野市立秋多中学校 |
| 秋留二丁目 | 全域       | あきる野市立南秋留小学校 | あきる野市立秋多中学校 |
| 秋留三丁目 | 全域       | あきる野市立南秋留小学校 | あきる野市立秋多中学校 |
| 秋留四丁目 | 全域       | あきる野市立南秋留小学校 | あきる野市立秋多中学校 |
| 秋留五丁目 | 全域       | あきる野市立東秋留小学校 | あきる野市立東中学校   |

## 交通

### 道路
- 東京都道7号杉並あきる野線
- 東京都道176号楢原あきる野線

## 事業所
2021年（令和3年）現在の経済センサス調査による事業所数と従業員数は以下の通りである。
| 丁目       | 事業所数 | 従業員数 |
| ---------- | -------- | -------- |
| 秋留一丁目 | 23事業所 | 222人    |
| 秋留二丁目 | 17事業所 | 209人    |
| 秋留三丁目 | 2事業所  | 20人     |
| 秋留四丁目 | 3事業所  | 8人      |
| 秋留五丁目 | 3事業所  | 45人     |
| 計         | 48事業所 | 504人    |

### 事業者数の変遷
経済センサスによる事業所数の推移。
| 年                 | 事業者数 |
| ------------------ | -------- |
| 2016年（平成28年） | 48       |
| 2021年（令和3年）  | 48       |

### 従業員数の変遷
経済センサスによる従業員数の推移。
| 年                 | 従業員数 |
| ------------------ | -------- |
| 2016年（平成28年） | 438      |
| 2021年（令和3年）  | 504      |

## 施設
- いなげや あきる野雨間店[13]
- スーパーアルプス あきる野店[14]

## その他

### 日本郵便
- 郵便番号 : 197-0828[3]（集配局 : あきる野郵便局[15]）。